# 小倉・住吉のおスミつき!
三ツ星エンタメ!小倉・住吉のおスミつき（みつぼしえんため!おぐら・すみきちのおすみつき）はBS朝日で2012年4月12日から2013年3月25日まで放送されていたエンターテイメントバラエティ番組である。

## 放送時間
- 木曜日22:00 - 22:54（2012年4月12日 - 9月27日）※隔週で新作放送。
- 月曜日22:00 - 22:54（2012年10月1日 - 2013年3月25日） - 「三ツ星エンタメ!」のサブタイトルが付く。

## 内容
音楽、スポーツ、映画、演劇、落語、漫才、ダンス、バレエ、歌舞伎、サーカス、アニメ…挙げれば枚挙等のエンターテイメントを毎週ゲストを1組紹介して対談する番組であり、ゲストのパフォーマンスもある。
番組は2013年3月25日をもって終了。2013年4月6日から『小倉智昭・住吉美紀の音楽夜話〜ミュージック・ヤワー〜』を開始し、事実上のリニューアルを行なっている。

## 出演者
- 小倉智昭
- 住吉美紀

## ゲスト
※（ ）内の日付は初回放送日。
2012年
- 市村正親（4月12日）
- 早乙女太一（4月26日）
- 二代目市川亀治郎（5月10日）[1]
- HIDEBOH（5月17日）
- 由紀さおり（6月7日）
- ナイツ（6月21日）
- KiLa（7月5日）
- THE PARROTS（7月12日）
- が〜まるちょば（8月2日）
- 辻井伸行（8月9日）
- 草刈民代（8月30日）
- 清水ミチコ（9月13日）
- 天童よしみ（10月1日）
- THE BAWDIES（10月8日）
- 南こうせつ（10月29日）
- 六代目桂文枝（11月5日）
- 国本武春（11月26日）
- 小野リサ（12月27日）
- 特別編（12月29日）

2013年
- いっこく堂（1月7日）
- 諏訪内晶子（1月14日）
- 矢野顕子（2月3日）
- 小松亮太（2月10日）
- 森山良子（3月4日）
- 上田正樹（3月11日）

## スタッフ
- ナレーター：安井邦彦
- 構成：渡邊健一、森泉たつひで
- 技術：吉岡康樹、近藤弘志
- カメラ：原淑浩、塚口隆、石塚和孝、市瀬康之、高橋正人
- ＶＥ：市島幸治、間瀬拓之、伊深拓也
- ＶＴＲ：渡辺秀明、飯塚佑輔
- 照明：足立洋幸、日下圓、金子拓矢
- 音声：宮田泰司
- 音響効果：國安啓（TSP）
- 編集：佐藤敦哉、森口達也、斑目達也、下澤健一郎、森聖治、猪狩賢一、高畑伊知郎、高木晋倫　他
- ＭＡ：志村武浩、高山元、元木綾美、野宮聡、出蔵孝裕、有川哲也　他
- ＰＡ：姫野善和（サンフォニックス）
- ＣＧ：渡部佳宣
- リサーチ：今井紳介
- 技術協力：東通、ヌーベルバーグ
- 美術協力：ル・オブジェ・アール・スタジオ
- 音楽協力：BS朝日サウンズ
- エンディングテーマ：「MIST」KAGERO
- 広報：田中久美香（BS朝日）
- ＡＰ：小林有衣子
- 演出ディレクター：西本篤史、萩原謙治、井ノ上龍登、中野貴博、森田と純平　他
- 総合演出：波多野健
- プロデューサー：有賀史英（BS朝日）、土倉隆義（BS朝日）、佐久間大介、斉藤嘉久、鑓水貴史
- 制作：BS朝日、EAST ENTERTAINMENT